# Пољска на Светском првенству у атлетици у дворани 2016.
Пољска је на 16. Светском првенству у атлетици у дворани 2016. одржаном у Портланду (САД) од 17. до 20. марта учествовала шеснаести пут, односно учествовала је на свим првенствима до данас. Репрезентацију Пољске представљало 17 такмичара (6 мушкараца и 11 жена), који су се такмичили у 10 дисциплина (4 мушких и 6 женских).,
На овом првенству Пољска је по броју освојених медаља заузела 16 место са 3 освојене медаље (1 сребрна и 2 бронзане). Поред тога остварен је један светски рекорд сезоне, оборена су: један национални рекорд, изједначен је један национални рекорд, три национална рекорда сезоне, шест лична рекорда и шест лична рекорда сезоне. У табели успешности према броју и пласману такмичара који су учествовали у финалним такмичењима (првих 8 такмичара) Пољска је са 7 учесника у финалу заузела 4. место са 33 бода.
| Плас. | Земља  | 1. место | 2. место | 3. место | 4. место | 5. место | 6. место | 7. место | 8. место | Бр. финал. | Бод. |
| ----- | ------ | -------- | -------- | -------- | -------- | -------- | -------- | -------- | -------- | ---------- | ---- |
| 4.    | Пољска | 0        | 1        | 2        | 1        | 1        | 1        | 1        | 0        | 7          | 33   |

## Учесници
| Мушкарци: - Ремигиуш Олжевски — 60 м - Доминик Бохенек — 60 м препоне - Роберт Собера — Скок мотком - Пјотр Лисек — Скок мотком - Конрад Буковицки — Бацање кугле - Томаш Мајевски — Бацање кугле | Жене: - Агата Форкасјевич — 60 м - Марика Попович-Драпала — 60 м - Јустина Свјенти — 400 м, 4 х 400 м - Малгожата Холуб — 400 м, 4 х 400 м - Рената Плиш — 1.500 м, 3.000 м - Данута Урбаник — 1.500 м - Евелина Птак — 4 х 400 м - Магдалена Горзковска — 4 х 400 м - Доминика Мурашевска — 4 х 400 м - Моника Шчесна — 4 х 400 м - Камила Лићвинко — Скок увис |  |

## Освајачи медаља (3)

### Сребро (1)
- Евелина Птак, Малгожата Холуб, 
 Магдалена Гожковска, Јустина Свјенти — 4 х 400 м

### Бронза (2)
| - Пјотр Лисек — Скок мотком | - Камила Лићвинко — Скок увис |  |

## Резултати

### Мушкарци
| Атлетичар         | Дисциплина   | Лични рекорд | Квалификације | Квалификације | Полуфинале           | Полуфинале           | Финале               | Финале       | Детаљи |
| Атлетичар         | Дисциплина   | Лични рекорд | Резултат      | Место         | Резултат             | Место                | Резултат             | Место        | Детаљи |
| ----------------- | ------------ | ------------ | ------------- | ------------- | -------------------- | -------------------- | -------------------- | ------------ | ------ |
| Ремигиуш Олжевски | 60 м         | 6,62         | 6,71 КВ       | 3. у гр. 2    | 6,71                 | 7. у гр. 2           | Није се квалификовао | 21 / 53 (56) |        |
| Доминик Бохенек   | 60 м препоне | 7,63         | 7,86          | 6. у гр. 2    | Није се квалификовао | Није се квалификовао | Није се квалификовао | 21 / 27 (28) |        |
| Роберт Собера     | Скок мотком  | 5,81         |               |               |                      |                      | 5,65                 | 6. / 14      |        |
| Пјотр Лисек       | Скок мотком  | 5,90 НР      | 5,75          |               |                      |                      |                      |              |        |
| Михал Харатик     | Бацање кугле | 21,35        | 19,48         | 14 / 19       |                      |                      |                      |              |        |
| Конрад Буковицки  | Бацање кугле | 20,61        | 20,53         | 4 / 19        |                      |                      |                      |              |        |

### Жене
| Атлетичарка            | Дисциплина | Лични рекорд | Квалификације | Квалификације | Полуфинале            | Полуфинале            | Финале                | Финале          | Детаљи |
| Атлетичарка            | Дисциплина | Лични рекорд | Резултат      | Место         | Резултат              | Место                 | Резултат              | Место           | Детаљи |
| ---------------------- | ---------- | ------------ | ------------- | ------------- | --------------------- | --------------------- | --------------------- | --------------- | ------ |
| Агата Форкасјевич      | 60 м       | 7,30         | 7,45          | 5. у гр. 1    | Није се квалификовала | Није се квалификовала | Није се квалификовала | 29 / 44 (45)    |        |
| Марика Попович-Драпала | 60 м       | 7,20         | 7,32 кв       | 4. у гр. 4    | 7,34 (,334)           | 7. у гр. 1            | Није се квалификовала | 21 / 44 (45)    |        |
| Јустина Свјенти        | 400 м      | 52,13        | 54,25 КВ      | 1. у гр. 3    | 53,00 КВ              | 2. у гр. 1            | 52,46                 | 5 / 16 (19)     |        |
| Малгожата Холуб        | 400 м      | 52,86        | 53,15 КВ      | 2. у гр. 4    | 52,73                 | 4. у гр. 2            | Није се квалификовала | 8 / 16 (19)     |        |
| Данута Урбаник         | 1.500 м    | 4:09,89      | 4:09,41 ЛР    | 3. у гр. 2    |                       |                       | 4:12,59               | 9 / 20          |        |
| Рената Плиш            | 1.500 м    | 4:07,10      | 4:10,44 кв    | 4. у гр. 1    | 4:10,14               | 7 / 20                |                       |                 |        |
| Рената Плиш            | 3.000 м    | 8:50,75      |               |               |                       |                       | Није стартовала       | Није стартовала |        |
| Евелина Птак           | 4 х 400 м  | 3:28,95 НР   | 3:31,15 СРС   |               |                       |                       |                       |                 |        |
| Малгожата Холуб2       | 4 х 400 м  | 3:28,95 НР   | 3:31,15 СРС   |               |                       |                       |                       |                 |        |
| Магдалена Горзковска   | 4 х 400 м  | 3:28,95 НР   | 3:31,15 СРС   |               |                       |                       |                       |                 |        |
| Јустина Свјенти2       | 4 х 400 м  | 3:28,95 НР   | 3:31,15 СРС   |               |                       |                       |                       |                 |        |
| Камила Лићвинко        | Скок увис  | 2,02 НР      | 1,96          |               |                       |                       |                       |                 |        |

- Такмичарке које су обележене бројем су трчале и у појединачним дисциплинама.